# Sweet Memories to Still Believe
 Sweet Memories to Still Believe è il primo album del gruppo musicale Lost, pubblicato nel 2006.

## Tracce
1. Intro
2. Tour Holiday
3. My Anthem
4. Don't call me
5. Another day
6. Sweet Memories to still Believe
7. These Emotions
8. Superstar
9. Faith
10. Summer Love
11. American College
12. A long epic story something indeed anonymous

## Formazione
- Walter Fontana – voce
- Roberto Visentin - chitarra
- Giulio Dalla Stella – chitarra
- Filippo Spezzapria – batteria
- Luca Donazzan – basso